# Gonatocerus elizabethae
Gonatocerus elizabethae är en stekelart som beskrevs av Girault 1925. Gonatocerus elizabethae ingår i släktet Gonatocerus och familjen dvärgsteklar. Inga underarter finns listade i Catalogue of Life.